# Carol (sång)
Carol är en låt skriven och framförd av den amerikanska rock 'n' roll-artisten Chuck Berry. Låten släpptes som singel med "Hey Pedro" som B-sida 1958 och utgiven av skivbolaget Chess Records.

## The Rolling Stones version
Den brittiska rockgruppen The Rolling Stones spelade in en mycket berömd version av "Carol" till sitt debutalbum The Rolling Stones (England's Newest Hitmakers) från 1964

### Fotnoter
1. ↑  Discogs: Chuck Berry Carol/Hey Pedro release on Chess Records